# چونگجونگ چوسان
چونگ‌جونگ چوسان (به کره‌ای: 중종) (زاده ۱۶ آوریل ۱۴۸۸ - درگذشته ۲۹ نوامبر ۱۵۴۴) یازدهمین پادشاه سلسله چوسان بوده است.
وی فرزند سئونگ‌جونگ چوسان بوده که در سال ۱۵۰۶ میلادی پس از برکناری برادرش یئونسانگون چوسان به سلطنت رسید، اما وی در سال ۱۵۴۴ میلادی به دلیل بیماری درگذشت و پسرش اینجونگ چوسان به قدرت رسید.

## خانواده
1. ملکه دان‌گیونگ (단경왕후 신씨)
2. ملکه جانگ‌گیونگ (장경왕후 윤씨)
  1. این‌جونگ چوسان
3. ملکه مون‌جونگ (문정왕후 윤씨)
  1. میونگ‌جونگ چوسان
4. بانو جیئونگ (경빈 박씨, ?-مه ۲۳، ۱۵۳۳)[۱]
5. بانو هوی (희빈 홍씨, ۱۴۹۴–۱۵۸۱)[۲]
6. بانو چانگ (창빈 안씨, ۱۴۹۹–۱۵۴۹)
7. هونگ سوک-اویی (숙의 홍씨)
8. لی سوک-اویی (숙의 이씨)
9. نا سوک-اویی (숙의 나씨)
10. لی سوک-وون (소원 이씨)
11. کیم سوک-وون (숙원 김씨)

- در مجموع ۹ پسر، ۱۱ دختر